# كارمل كين
كارمل كين (بالإنجليزية: Carmel Kaine)‏ هي موسيقية أسترالية، ولدت في 22 مارس 1937، وتوفيت في 22 أبريل 2013.

## وصلات خارجية
- كارمل كين على موقع ميوزك برينز (الإنجليزية)
- كارمل كين على موقع أول ميوزيك (الإنجليزية)
- كارمل كين على موقع ديسكوغز (الإنجليزية)